# Павел Валлий
Па́вел Ва́ллий (лат. Paullus Vallius; родился в 1561 году, Рим — умер в 1622 году, там же) — итальянский иезуитский логик, философ.

## Биография
Валлий родился в Риме. Он был лектором в Римской коллегии в 1580-х годах. Сначала он преподавал De elementis с 1585 по 1587 год, а затем трехлетний курс философии с 1587 по 1590 год. После этого он преподавал в Падуе. Его заметки по «Второй аналитике», в основном томистские, использовались Галилеем. Это произошло примерно в 1588—1590 годах, и именно посредством Валлия Галилей изучил работы Джакомо Дзабареллы.
В настоящее время принято считать, что Валлий служил источником двух логических трактатов Галилея.

## Философские взгляды
Валлий опубликовал свой трактат «Логику» в двух томах в Лионе в 1622 г.
Первый том Логики содержит предписание о том, что он касается «старой логики», в то время как второй том — «новой логики». В предисловии к первому тому Валлий сначала описывает метод, который он будет использовать при представлении каждого трактата, объясняя, что он начнет с различных мнений, предлагаемых в их поддержку, а затем представит позицию, которую он считает истинной (объясняя текст Аристотеля и учение Фомы Аквинского в процессе), и, наконец, показать, как все расходящиеся мнения могут быть объяснены в свете его решения. Далее Валлий пишет, что планирует издать целый курс философии, который будет состоять из десяти или, возможно, двенадцати аналогичных томов. Первые два — это вводные логические тома, за ними последуют еще два, разъясняющие физику, затем по одному тому, каждый из которых посвящен трактатам De caelo, De generatione et corruptione (содержащий все, что относится к элементам, их качествам и их движениям), метеорологии, и, наконец, три тома, объясняющие учение De anima и Parva naturalia, первый — о душе в целом и растительной душе, второй — о чувствительной душе и заключительный том — об интеллектуальной душе. Со слов Валлия, все тома были готовы к печати, но он хотел добавить к ним еще два тома, излагающих метафизику, чтобы весь курс был завершён. Валлий умер в 1622 году, когда были напечатаны только тома логики. Последние были одобрены к публикации двумя цензорами-иезуитами, Иоанном Хамеротой и Иоанном Лорином (1559—1634), 24 июня 1612 года.

### Дискуссия с Людовико Карбоне
Валлий обвинил Людовико Карбоне (Lodovico Carbone de Costacciaro, 1532—1597) в плагиате, который в 1597 опубликовал трактат Additamenta ad commentaria doctoris Francisci Toleti in logicam Aristotelis, служивший дополнением к логике Франциска де Толедо.
В замечаниях к Ad lectorem (к читателю), Валлий объясняет, что начнет с краткого введения в логику в целом. При этом указывает: 
Мы предваряем предисловием, которое было объяснено нами тридцать четыре года назад [в 1588 году] в Collegio Romano и передано нашим слушателям вскоре после этого. Эта работа, в которой почти не изменились плоды наших трудов, была опубликована в Венеции каким-то хорошим автором [Людовико Карбоне], который добавил некоторые предварительные сведения и сделал некоторые инверсии (или, скорее, извращения) ее порядка, которые, по моему мнению, не достигли лучшего результата. Мы хотим предупредить об этом читателя, чтобы, наткнувшись на эту книгу, ты вспомнил, что он взял ее у нас. И поскольку он украл этот и аналогичный материал у нас и из писаний наших отцов [других иезуитов], возможно, ему следовало бы добавить имя автора к этим книгам, если бы он знал это или думал, что это связано с нами.

Logica, vol. 1, fol. 4r.

### Дискуссия о природе математики
В этом трактате Валлий принял сторону Бенедикта Перейры против итальянского иезуитского математика Джузеппе Бьянкани (1566—1624). Проблема заключалась в математическом доказательстве в физике, где Перейра отрицал важность математики.

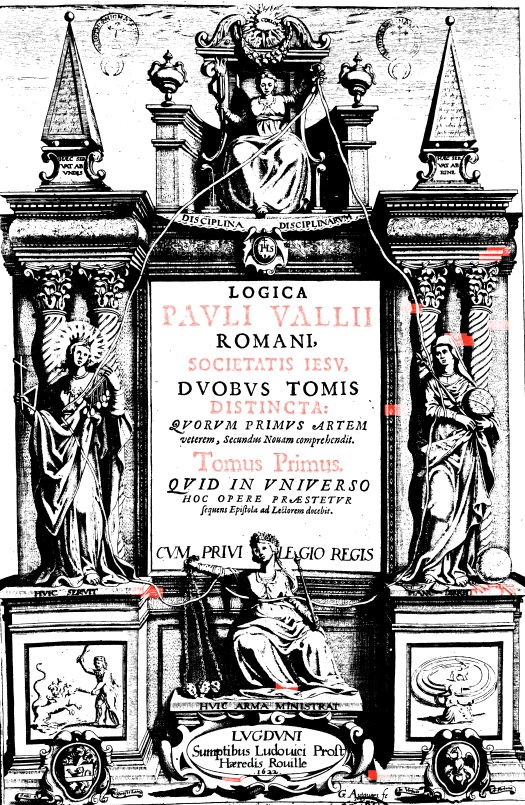
«Logica», Павел Валлий, 1622

## Труды
- Logica Pauli Vallii Societatis Iesu duobus tomis distincta: Quorum primus artem veterem, secundus novam comprehendit. Tomus Primus. Quid in umverso hoc opere praestetur sequens Epistola ad Lectorem docebit. Cum privilegio Regis. Lugduni: Sumptibus Ludovici Prost, Haeredis Rouille, 1622.